# Списак српских математичара
Најпознатији математичари српског порекла или који су стварали у Србији су (хронолошким редом према години рођења):

## пре 1800.
- Лазар Хиландарац
- Руђер Бошковић (1711 — 1787)

## 1801 — 1900.
- Атанасије Николић (1803 — 1882)
- Емилијан Јосимовић (1823 — 1897)
- Димитрије Нешић (1836 — 1904)
- Љубомир Клерић (1844 — 1930)
- Петар Ј. Живковић (1847 — 1923)
- Михајло Пупин (1854 — 1932)
- Никола Тесла (1856 — 1943)
- Милан Недељковић (1857 — 1950)
- Мијалко Ћирић (1859 — 1912)
- Димитрије Данић (1862 — 1932)
- Петар Л. Вукићевић (1862 — 1941)
- Богдан Гавриловић (1864 — 1947)
- Владимир Варићак (1865 — 1942)
- Коста Стојановић (1867 — 1921)
- Михаило Петровић Алас (1868 — 1943)
- Николај Салтиков (1866. или 1872 — 1961)
- Милева Марић (1875 — 1948)
- Антон Билимовић (1879 — 1970)
- Милутин Миланковић (1879 — 1958)
- Младен Берић (1885 — 1935)
- Сима Марковић (1888 — 1939)
- Тадија Пејовић (1892 — 1982)
- Радивоје Кашанин (1892 — 1989)
- Војислав В. Мишковић (1892 — 1976)
- Вјачеслав Жардецки (1896 — 1962)

## 1901 — 1950.
- Јован Карамата (1902 — 1967)
- Милош Радојчић (1903 — 1975)
- Татомир Анђелић (1903 — 1993)
- Драгољуб Марковић (1903 — 1965)
- Станимир Фемпл (1903—1986)
- Ђуро Курепа (1907 — 1993)
- Константин Орлов (1907 — 1985)
- Драгослав Митриновић (1908 — 1995)
- Ђорђе Карапанџић (1909 — ?)
- Војислав Авакумовић (1910 — 1990)
- Миодраг Томић (1912 — 2001)
- Војин Дајовић (1914 — 1993)
- Мирко Стојаковић (1915 — 1985)
- Боривоје Рашајски (1917 — 1995)
- Ернест Стипанић (1917 — 1990)
- Милица Илић-Дајовић (1918 — ?)
- Слободан Аљанчић (1922 — 1993)
- Рајко Ралевић (1922 — 1989)
- Часлав Ђаја (1922 — 1987)
- Бранислав Ивановић (1923 — 2008)
- Богољуб Станковић (1924 — 2018)
- Момчило Ушћумлић (1924 — )
- Загорка Шнајдер (1926 — 2003)
- Душан Адамовић (1928 — 2008)
- Часлав Станојевић (1928 — )
- Душан Аднађевић (1929 — )
- Ковина Ракочевић (1929 — 1990)
- Милорад Бертолино (1929 — 1981)
- Драгомир Лопандић (1929 — 1981)
- Бранислав Мирковић (1929 — 1993)
- Милева Првановић (1929 — 2016)
- Михаил Арсеновић (1930 — 1992)
- Раде Дацић (1930 — )
- Војислав Марић (1930 — )
- Драган Трифуновић (1930 — )
- Милосав Марјановић (1931 — )
- Вене Богославов (1932 — 2015)
- Бранко Вулићевић (1933 — )
- Радосав Ж. Ђорђевић (1933 — 2018)
- Славиша Прешић (1933 — 2008)
- Зоран Ивковић (1934 — 2011)
- Светозар Милић (1934 — )
- Павле Миличић (1934 — )
- Богољуб Маринковић (1935 — )
- Бранка Алимпић (1935 — )
- Зоран Попстојановић (1935 — )
- Љубомир Ћирић (1935 — 2016)
- Владимир Мићић (1936 — )
- Јудита Цофман (1936 — 2001)
- Миодраг Ивовић (1936 — )
- Милан Ђурић (1937 — 1978)
- Јован Малишић (1937 — )
- Миољуб Никић (1937 — 2021)
- Стеван Стојановић (1937 — )
- Милан Дрешевић (1938 — 2022)
- Јово Јарић (1938 — )
- Драгош Цветковић (1941 — )
- Драгољуб Аранђеловић (1942 — 2010)
- Слободан Дајовић (1942 — )
- Ариф Золић (1942 — 2019)
- Ратко Тошић (1942 — 2022)
- Љубомир Протић (1943 — 2016)
- Марица Радојчић (1943 — 2018)
- Ранко Рисојевић (1943 — )
- Милош Чанак (1944 — 2020)
- Милош Миличић (1945 — )
- Мила Мршевић (1945 — )
- Милан Тасковић (1945 — )
- Јован Кечкић
- Бошко Јовановић (1946 — )
- Шћепан Ушћумлић (1946 — )
- Олга Хаџић (1946 — 2019)
- Мирослав Ашић (1947 — 2012)
- Неда Бокан (1947 —)
- Наташа Божовић (1947 — )
- Ђорђе Дугошија (1947 — )
- Иван Јовановић (1947 - )
- Љубиша Кочинац (1947 — )
- Бранислав Мијајловић (1947 - )
- Александар Торгашев (1947 — 2020)
- Енес Удовичић (1947 — 2003)
- Љубинка Петковић
- Зоран Глишић (1948 — )
- Малиша Жижовић (1948 - )
- Гојко Калајџић (1948 —)
- Јулка Кнежевић-Миљановић (1948 — )
- Илија Ковачевић (1948 — )
- Жарко Мијајловић (1948 — )
- Градимир Миловановић (1948 — )
- Предраг Перуничић (1948 — 1993)
- Миодраг Петковић (1948 — )
- Стојан Раденовић (1948 — )
- Зоран Шами (1948 — 2016)
- Александар Ивић (1949 — 2020)
- Мирољуб Јевтић (1949 — )
- Александар Јовановић (1949 — 2020)
- Миодраг Матељевић (1949 — )
- Милутин Обрадовић (1949 — )
- Данијел Романо (1949 — )
- Душан Тошић (1949 — )
- Драган Благојевић (1950 — )
- Слободан Вујошевић (1950 — )
- Лав Ивановић (1950 — )
- Милојица Јаћимовић (1950 — )
- Зоран Каделбург (1950 — )
- Александар Крапеж (1950 — )
- Милош Лабан (1950 — )
- Небојша Лажетић (1950 — )
- Татјана Острогорски (1950 — )
- Стеван Пилиповић (1950 —)
- Десанка Радуновић (1950 — )
- Славко Симић (1950 — )
- Љубомир Чукић (1950 — 2023)

## 1951 — 2000.
- Владимир Јанковић (1951 — )
- Нинослав Ћирић (1951 — 2022)
- Саво Ћебић (1952 — )
- Милан Божић (1952 — )
- Бошко Дамјановић (1952 — )
- Зоран Лучић (1952 — )
- Јаблан Славик (1952 — )
- Мирослав Павловић (1952 — 2021)
- Владимир Ракочевић (1953 — )
- Мирко Дејић (1953 — )
- Бранислав Ђурђевац (1953 — )
- Коста Дошен
- Милан Меркле
- Ненад Цакић
- Владимир Стојановић
- Војислав Андрић (1953 — )
- Драган Ацкета
- Срђан Огњановић
- Арпад Такачи (1951—2019)
- Мирослава Петровић-Торгашев (1954 — )
- Синиша Врећица (1954 — )
- Раде Живаљевић (1954 — )
- Мирко Јанц (1954 — )
- Драгослав Љубић (1954 — )
- Бранислав Боричић (1955 — )
- Весна Јевремовић (1955 — )
- Сава Крстић (1955 — )
- Александар Липковски (1955 — )
- Павле Младеновић (1955 — )
- Стево Тодорчевић (1955 — )
- Миодраг Живковић (1956 — )
- Дражен Пантић (1956 — )
- Милан Дражић (1957 — )
- Мирјана Ђорић (1957 — )
- Иван Стојменовић (1957 — 2014)
- Милутин Достанић (1958 — 2014)
- Виктор Обуљен (1958 — )
- Новица Блажић (1959 — 2005)
- Александар Вучић (1959 — )
- Данко Јоцић (1960 — )
- Јовиша Жунић (1961 — )
- Милош Арсеновић (1962 — )
- Драгана Тодорић (1963 — )
- Зоран Ракић (1964 — )
- Мирослав Ћирић (1964 — )
- Дарко Милинковић (1965 — )
- Зоран Петровић (1965 — )
- Владимир Тасић (1965 — )
- Радош Бакић (1966 — )
- Стево Стевић (1966 — )
- Владимир Драговић (1967 — )
- Драган Ђурчић (1967 — )
- Предраг Јаничић (1968 — )
- Синиша Јешић (1968 — )
- Владимир Грујић (1969 — )
- Милена Радновић (1970 — )
- Раде Тодоровић (1970 — )
- Срђан Вукмировић (1971 — )
- Предраг Пуношевац (1971 — )
- Давид Каљај (1971 — )
- Драгољуб Кечкић (1972 — )
- Владимир Марковић (1973 — )
- Наташа Тодоровић (1974 — )
- Марија Станић (1975 — )
- Горан Ђанковић (1979 — )